# 데이브 홀랜드
데이브 홀랜드(영어: Dave Holland, 1946년 10월 1일 ~ )는 영국의 재즈 콘트라베이스 연주자, 작곡가, 밴드리더이다. 그는 미국에서 40년 넘게 살고 있다.
그의 광범위한 디스코그래피는 솔로 공연부터 빅밴드를 위한 곡까지 다양하다. 홀랜드는 2005년에 론칭한 자신의 독립 음반사 데어2를 운영하고 있다.

## 생애
잉글랜드 울버햄프턴에서 태어난 홀랜드는 우쿨렐레에서 4살 때부터 현악기를 연주하는 법을 독학했고, 그 후 기타와 베이스 기타를 배웠다. 그는 팝 밴드에서 그의 직업을 추구하기 위해 15세의 나이에 학교를 그만두었지만, 곧 재즈에 매료되었다. 레이 브라운이 비평가들의 최고의 베이스 연주자 투표에서 우승한 《다운 비트》의 호를 본 홀랜드는 레코드 가게에 가서 브라운의 후원 피아니스트 오스카 피터슨이 피처링한 LP를 몇 장 샀다. 그는 또한 베이시스트가 커버에 악기를 들고 포즈를 취했기 때문에 두 장의 르로이 비네거 음반(《Leroy Walks!》, 《Leroy Walks Again》)을 샀다. 일주일 만에 홀랜드는 베이스 기타를 콘트라베이스로 바꾸고 음반으로 연습하기 시작했다. 브라운과 비네거 외에도 홀랜드는 베이시스트 찰스 밍거스와 지미 게리슨에게 끌렸다.

## 수상 및 명예
그는 《다운 비트》 잡지에서 올해의 음악가, 올해의 빅밴드, 올해의 어쿠스틱 베이시스트로 선정되었다. 재즈 저널리스트 협회는 그를 올해의 음악가이자 어쿠스틱 베이시스트로 기렸다. 그는 몬트리올 국제 재즈 페스티벌에서 마일스 데이비스 상을 받았다.
국립예술기금위원회는 2017년 홀랜드를 5명의 재즈 마스터스 펠로우 중 하나로 선정했다.
홀랜드는 1987년부터 1988년까지 보스턴 뉴잉글랜드 음악원에서 명예박사 학위를 받았으며 2005년부터 보스턴 버클리 음악 대학과 잉글랜드 버밍엄 음악원에서 예술가를 방문하고 있다. 그는 또한 길드홀 음악 연극 학교의 펠로우로 임명되었다. 1982년부터 1989년까지 홀랜드는 캐나다 앨버타주에 있는 밴프 스쿨 오브 파인 아트를 통해 밴프 서머 재즈 워크숍의 예술 감독을 지냈다. 또한, 그는 전 세계 대학과 음악 학교에서 워크샵과 마스터 클래스를 가르쳤고 영국에 본부를 둔 국립 청소년 재즈 콜렉티브의 회장을 맡고 있다.